# Zbornica
Zbornica és una pel·lícula dramàtica croata del 2021, el debut al llargmetratge de l'escriptora i directora Sonja Tarokić.
La pel·lícula es va estrenar al Festival Internacional de Cinema de Karlovy Vary l'agost de 2021 i va guanyar el Gran  Arena d'Or a la millor pel·lícula gairebé un any després al Festival de Cinema de Pula de 2022, l'esdeveniment que serveix com a premis nacionals de cinema de Croàcia.

## Argument
Ambientada íntegrament en una escola primària de Zagreb, arriba una nova consellera de l'escola Anamarija i intenta navegar ajudant els estudiants amb el complicat i arrelat funcionament intern de l'escola, inevitablement en un curs de col·lisió amb la directora Vedrana i un antic professor d'història de seixanta anys, Siniša.

## Repartiment
- Marina Redžepović com Anamarija
- Stojan Matavulj com Siniša Jambrović
- Nives Ivanković com Vedrana
- Maja Posavec com Ivana
- Sandra Lončarić com Sanda